# كال بين
كالبين سوريش مودي (بالإنجليزية: Kal Penn) (مواليد 23 أبريل عام 1977)، يعرف في الوسط المهني باسم كال بين. ممثل أمريكي وكوميدي وموظف عمومي. في مجال التمثيل، عرف بأدائه دور الطبيب لورنس كوتنر في المسلسل التلفزيوني «هاوس»، إلى جانب شخصية كومار باتل في سلسلة أفلام «هارولد أند كومار». يُعرف أيضًا لأدائه في فيلم «ذا نايم سايك». درّس بين في جامعة بنسلفانيا ضمن برنامج الدراسات السينمائية كمحاضر زائر.
في أبريل من العام 2009، انضم بين إلى إدارة الرئيس الأمريكي باراك أوباما كمدير مساعد في مكتب الاتصالات العامة. ألزم ذلك استبعاد شخصيته التلفزيونية، لورنس كوتنر، خارج مسلسل هاوس. ترك بين منصبه بعد فترة قصيرة في شهر يونيو من عام 2010 لتصوير الدفعة الثالثة من مسلسل هارولد أند كومار بعنوان «أ فيري هارولد أند كومار ثري دي كريسماس»، وعاد إلى البيت الأبيض بعد انتهاء الفيلم. في يوليو من عام 2011، ترك البيت الأبيض مرة أخرى لقبول دور في المسلسل التلفزيوني «هاو آي ميت يور ماذر (كيف قابلت أمكما)».

## النشأة
ولد بين في مونتكلير بولاية نيوجرسي لأبوين مهاجرين من أصل هندي غجراتي. تعمل والدته أسميتا بات مقيّمة للروائح في شركة لصناعة العطور، في حين يعمل والده سوريس مودي مهندسًا. ينحدر والده من كايرا، بينما ولدت أمه في بارودا. زار كجرات بشكل منتظم في طفولته خلال العطلات، يستطيع التحديث بقليل من الكجراتية. صرح بأن قصص جدوده ووقوفهم في صف المهاتما غاندي خلال حركة الاستقلال الهندية كان لها تأثير كبير على اهتمامه بالسياسة.
ارتاد مدرسة مارلبورو المتوسطة في بلدة مارلبورو بولاية نيوجرسي، عزف على آلة الساكسيفون ضمن فرقة جاز هناك. التحق بين بأكاديمية التمثيل والفنون الجميلة (مدرسة مغناطيسية) باختصاص المسرح في مدرسة هاويل الثانوية لسنته الدراسية الأولى؛ انتقل إلى مدرسة فري هولد تاونشيب الثانوية لسنته الدراسية الثانية وحتى التخرج؛ كلا المدرستين هما جزء من مقاطعة مدرسة فري هولد الثانوية الإقليمية. كان نشطًا في إنتاج المدرسة المسرحي وتنافس في فريق فري هولد تاونشيب للطب الشرعي. تخرج من جامعة كاليفورنيا في لوس أنجلوس عام 2000، واختص في كل من مجالي الأفلام وعلم الاجتماع.

## مسيرته المهنية

### نشاطاته السياسية
كان بين داعمًا لحملة الرئيس الأمريكي باراك أوباما الانتخابية في عامي 2007 و2008 وعضوًا في لجنة سياسة الفنون الوطنية لأوباما. يظهر في الفيديو الداعم لباراك أوباما بعنوان «نعم، يمكننا التغيير» لأندريس أوسيش، وظهر مع الكوميدي جورج لوبيز في 18 يناير عام 2009 في «نحن واحد: الاحتفال الافتتاحي لأوباما في نصب لنكولن التذكاري».
في بداية عام 2009، عُرض على بين منصب مدير مساعد في مكتب الاتصال العام للبيت الأبيض تحت قيادة الرئيس أوباما، ووافق عليه. ألزم ذلك استبعاد شخصيته التلفزيونية، لورنس كوتنر، خارج مسلسل هاوس. في إطار دوره الجديد مع إدارة أوبامًا، عمل بين كحلقة اتصال مع مجتمعات آسيا وأميركا وسكان جزر المحيط الهادئ. عاد إلى استخدام اسم مولده، كالبن مودي.
نتيجة عهد قطعه بين قبل تعيينه في البيت الأبيض، ترك منصبه كمدير مساعد في مكتب الاتصال العام في 1 يونيو عام 2010، ليعود إلى مهنة التمثيل. عاد إلى مكتبه في 15 نوفمبر عام 2010 بعد انتهائه من «أ فيري هارولد أند كومار ثريدي كريسماس».
كان بين رئيسًا مشاركًا في حملة إعادة انتخاب الرئيس باراك أوباما. في 3 سبتمبر عام 2012، استضاف تغطية يوم السادس من سبتمبر للمؤتمر الوطني الديمقراطي لعام 2012 في نورث كارولاينا. شجعت كلمة بين في المؤتمر الشباب على التسجيل للتصويت ودافعوا عن أوباما.

## وصلات خارجية
- كال بين على موقع IMDb (الإنجليزية)
- كال بين على موقع ألو سيني (الفرنسية)
- كال بين على موقع ميوزك برينز (الإنجليزية)
- كال بين على موقع تيرنر كلاسيك موفيز (الإنجليزية)
- كال بين على موقع أول موفي (الإنجليزية)
- كال بين على موقع بوكس أوفيس موجو (الإنجليزية)
- كال بين على موقع قاعدة بيانات الأفلام السويدية (السويدية)
- كال بين على موقع إن إن دي بي (الإنجليزية)
- كال بين على موقع قاعدة بيانات الفيلم (الإنجليزية)
- كال بين على موقع كينوبويسك (الروسية)